# Sigatica semisulcata
Sigatica semisulcata är en snäckart som först beskrevs av John Edward Gray 1839.  Sigatica semisulcata ingår i släktet Sigatica och familjen borrsnäckor. Inga underarter finns listade i Catalogue of Life.